# إم إس إزورا
إم إس إزورا (بالإنجليزية: MS Azura)‏ هي سفينة سياحية من فئة فنتورا في شركة بي آند أو للرحلات البحرية التابعة لشركة كارنيفال كوربرايشن. بنيت بواسطة فينكانتييري في إيطاليا،

## نبذة
أزورا هي سفينة من النوع الضخم بتصميم معدل يميزها عن أوائل السفن من نفس الفئة. بدأ بناء أزورا في 27 أكتوبر 2008.  وأقيم الاحتفال بتعويمها في يوم الجمعة 26 يونيو 2009.  وتم التسليم الرسمي في 26 مارس 2010. غادرت حوض فينكانتييري لبناء السفن في 31 مارس 2010 في طريقها إلى ساوثهامبتون. وصلت إلى المملكة المتحدة في 7 أبريل 2010. وبدأت في رحلتها الأولى مع الركاب في 12 أبريل 2010. 
تشمل مرافق السفينة حلبة رقص في الردهة وصالة عرض تحاكي حانات مدينة لندن.  وشاشة سينما في الهواء الطلق أمام مدخنة السفينة.وبإجمالي أحد عشر مطعمًا ومنطقة لتناول الطعام، واثني عشر حانة ومكانًا للمشروبات، كما تحتوي على أربعة حمامات سباحة وصالة ألعاب رياضية، وناديين صحيين وسينما خارجية، بالإضافة إلى مسرح وصالتين للعرض.